# Дана (біосферний резерват)

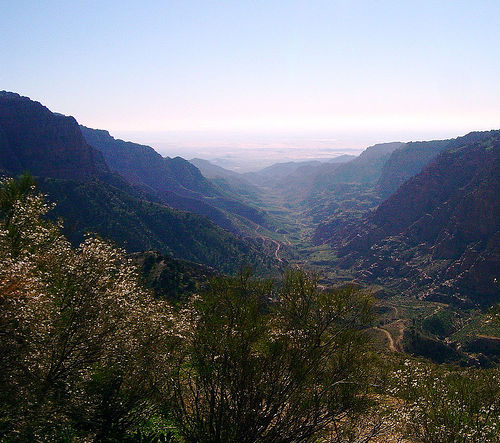
Біосферний резерват Дана

Дана (араб. محمية ضانا الطبيعية) — біосферний резерват у Йорданії. Резерват є найбільшою природоохоронною зоною в країні та включає в себе гірські схили Східної рифтової долини до ваді Араба. Заповідник заснований у 1989 році, а в 1998 році отримав статус біосферного резервату.

## Фізико-географічна характеристика

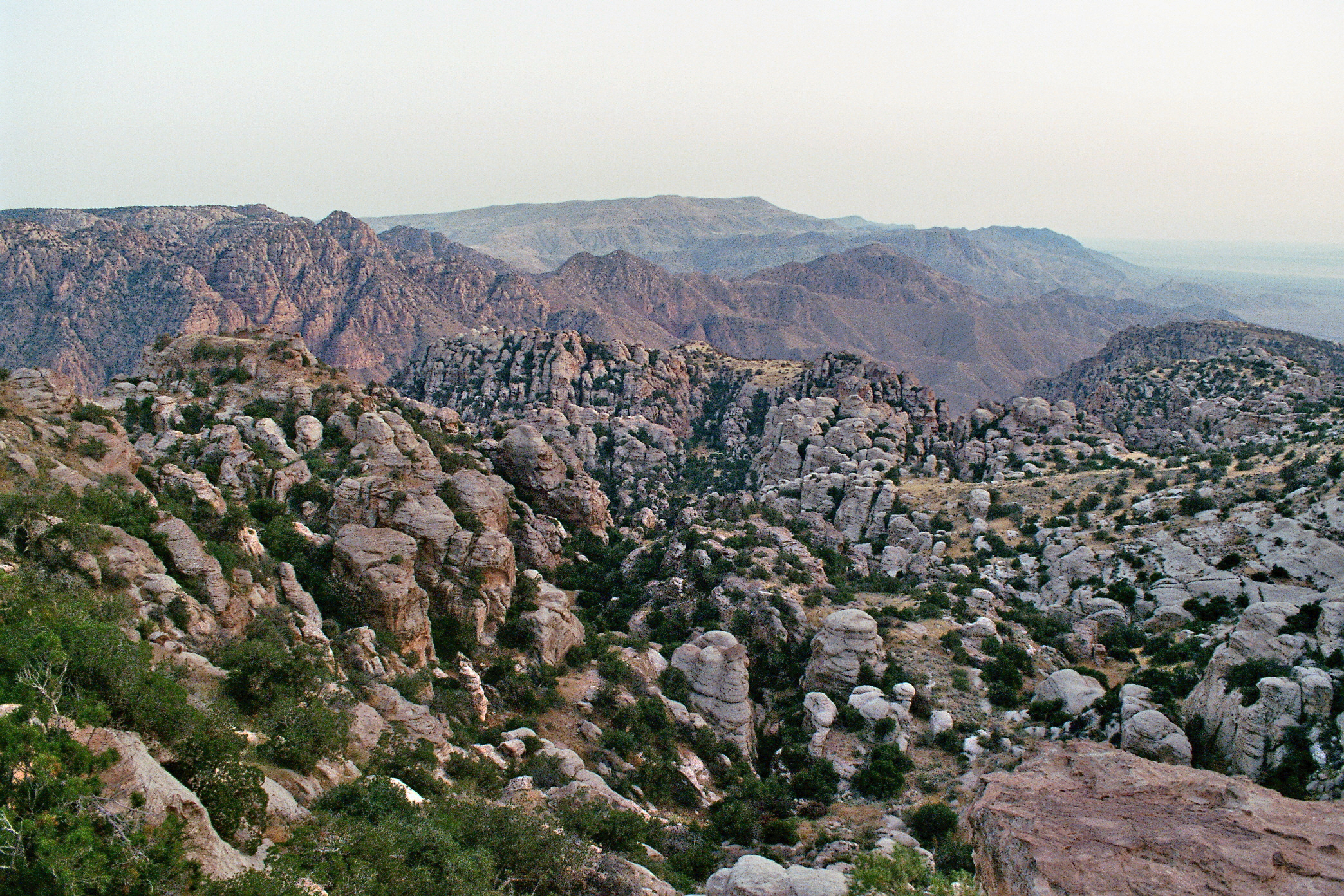

Резерват розташований на схилах рифтової долини від високогірного плато аж до низин ваді Араба. Висота над рівнем моря коливається від 1500 до 100 метрів. Територія поцяткована обривистими ваді.
В базі даних всесвітньої мережі біосферних резерватів вказані наступні координати адміністрації заповідника: 30°41′ пн. ш. 35°37′ сх. д. / 30.683° пн. ш. 35.617° сх. д.. Згідно з концепцією зонування резерватів загальна площа території, яка становить 308,0 км², розділена на дві основні зони: ядро — 215,0 км², буферна зона — 93,0 км². Зоною співробітництва є зони напівінтенсивного та інтенсивного використання, площа яких не наведена. Площа заповідника за даними керівної організації становить 320 км².

## Взаємодія з людиною
За даними 1998 року на території резервату проживали різні групи бедуїнів загальною чисельністю близько 500 осіб. Однак безпосередньо біля кордонів резервату проживає ще 20 тисяч осіб. Управління територією, що знаходиться в руках Королівського співтовариства щодо збереження природи Міністерства сільського господарства Йорданії (англ. Royal Society for the Conservation of Nature (RSCN) General Cooperation for Environmental Protection Ministry of Agriculture), зосереджено на зменшенні шкоди, що завдається екорегіону. За допомогою патрулювання по різних зонах резервату здійснюється контроль над вирубкою лісу, полюванням, доступом туристів.
На території резервату ведеться моніторинг забруднення навколишнього середовища, зокрема довколишнім цементним заводом, моніторинг ерозії ґрунтів, регенерації лісів після пожеж.
Люди племені Атата є корінними мешканцями біосферного резервату Дана. Вважається, що резерват засновано близько 400 років тому, але оригінальні дослідження місцевості, показують, що ця територія освоєна 6000 років тому. Окрім присутності людей племені Атата, археологи знайшли поселення єгиптян, палеолітиків, набатеїв та римлян.

## Відвідування
Відвідувачі біосферного резервату Дана та села Дана можуть зупинятися у готелі Dana Cooperative Hotel чи інших готелях.